# Phak Palang Prachachon
De Phak Palang Prachachon (Thai: พรรคพลังประชาชน - 'partij van de menselijke kracht' of 'partij van de volksmacht'), afgekort als PPP (Prajajan is Sanskriet voor volk), was een Thaise politieke partij. Haar laatste partijleider was Somchai Wongsawat, de laatste secretaris-generaal was Surapong Suebwonglee en laatste woordvoerder Kú-thep Saikrajarng.
Op 29 juli 2007 stond de voormalige Thai Rak Thai-partij (TRT) haar premier toe om de verkiezingen van 2007 in te gaan als kandidaat voor de nieuwe partij PPP. Dit was nadat de Thai Rak Thai ontbonden was wegens verboden door het Thaise Hooggerechtshof op 30 mei van datzelfde jaar. Voor een groot deel van de politici was de one-issue partij een betere oplossing. De voormalige gouverneur van de hoofdstad Bangkok Samak Sundaravej en de voormalige TRT-vicepremier Surapong Suebwonglee werden gekozen tot respectievelijk partijleider en secretaris-generaal op 24 augustus 2007.
Nadat sommige voormalige TRT-leden de PPP steun toezegden en lid werden, ging de heersende junta de partij goed in de gaten houden, zeker wat betreft bijeenkomsten. Toen dit uitlekte, zijn velen woedend geworden: de eerstkomende verkiezingen zouden schoon schip maken en de PPP een grote winst geven in het najaar van 2007.
De kiescommissie had 200.000 commissionairs ingezet alsook politieagenten om de veiligheid en orde te bewaken en 1500 mensen uit binnen- en buitenland moesten toekijken opdat er geen verkiezingsfraude zou optreden. Charnchai Silapauaychai, een populair lid van de opgeheven Democratische Partij van Thailand die de overstap maakte naar de nieuwe PPP, werd vermoord. Vijf mannen, onder wie de neef van de machtige premier van de Democratische Partij werd gearresteerd, maar zijn zaak geseponeerd.
De partijstrategie van de PPP anno 2008 was om verder te gaan met de populaire politiek voor welvaart voor iedereen van de voormalige TRT-regering. De aangetreden PPP heeft voormalige TRT'ers vrijheid beloofd, waaronder het terughalen van oud-premier Thaksin Shinwatra naar Thailand en het seponeren van alle aanklachten tegen hem.
Maar de partij werd ook verboden door het Thaise hooggerechtshof nadat haar verkiezingsfraude aangerekend was.